# Pat Tillman
Patrick Daniel Tillman (Fremont, 6 novembre 1976 – Sperah, 22 aprile 2004) è stato un giocatore di football americano e militare statunitense.
In risposta agli attentati dell'11 settembre 2001, abbandonò la carriera di sportivo professionista e si arruolò nell'esercito statunitense. Fu poi ucciso nel 2004 per errore da "fuoco amico" mentre era di pattuglia in Afghanistan.

## Carriera professionistica

### Arizona Cardinals
Nel Draft NFL 1998, Tillman fu scelto come 226ª scelta assoluta dagli Arizona Cardinals. Fu spostato nel ruolo di safety nella NFL ed iniziò da titolare 10 delle sue 16 partite giocate nella stagione da rookie. Il giornalista sportivo di Sports Illustrated Paul Zimmerman (Dr. Z) inserì Tillman nella formazione ideale della stagione 2000 dopo che questi terminò l'annata con 155 tackle (120 solitari), 1,5 sack, 2 fumble forzati, 2 fumble recuperati, 9 passaggi deviati e un 1 intercetto ritornato per 30 yard. Il giocatore rifiutò un contratto quinquennale, del valore di nove milioni di dollari, offerto dai St. Louis Rams per un senso di lealtà verso i Cardinals.
Nel maggio 2002, otto mesi dopo gli attacchi dell'11 settembre e dopo aver terminato le 15 gare rimanenti della stagione 2001 che seguì gli attacchi (al salario annuale di 512.000 dollari), Tillman rifiutò un contratto da 3,6 milioni di dollari per tre anni proposto dai Cardinals per arruolarsi nell'esercito degli Stati Uniti. Terminò la sua carriera con un totale di 238 tackle, 3 sack, 3 intercetti per 37 yard, 3 fumble forzati, 2 passaggi deviati e 3 fumble recuperati in 60 gare totali. Inoltre tentò una corsa da 4 yard e ritornò tre kickoff per 33 yard.

### Morte
La morte di Tillman, inizialmente attribuita a un attacco delle milizie talebane, assunse una dimensione nazionale quando si scoprì che il Pentagono non solo aveva tenuto per settimane nascoste le reali circostanze della sua morte, indicandola inizialmente come provocata da fuoco nemico, ma aveva intenzionalmente dato notizie false al fine di costruire, utilizzando la morte di Tillman, un mito eroico per ottenere consenso dall'opinione pubblica e distoglierla dallo scandalo delle torture nel carcere di Abu Graib. Solo la tenacia nella ricerca della verità da parte dei familiari di Tillman, specie la madre e il fratello, ha permesso la precisa ricostruzione degli eventi.
Una ricostruzione della vita e della morte di Tillman è raccontata nel libro Dove gli uomini diventano eroi del giornalista americano Jon Krakauer, autore del best seller Nelle terre estreme.

## Palmarès
- All-Pro (2000)
- Numero 40 ritirato dagli Arizona Cardinals
- Numero 42 ritirato dagli Arizona State Sun Devils

## Statistiche
| Partite totali             | 60  |
| Partite totali da titolare | 39  |
| Tackle totali              | 238 |
| Intercetti fatti           | 3   |
| Fumble forzati             | 1   |